# Sedat Berisha
Sedat Berisha, mazedonische Schreibweise Седат Бериша, (* 23. September 1989 in Skopje) ist ein albanisch-mazedonischer Fußballspieler.

## Karriere

### Verein
Der Innenverteidiger begann seine Karriere beim FK Sloga Jugomagnat in der Prva liga. Im Januar 2010 wechselte er zum Ligakonkurrenten FK Milano Kumanovo, bevor er im Juli 2010 einen Vertrag beim FK Škendija 79 unterzeichnete. Dort wurde er unter zum Stammspieler und blieb dies auch für die Spielzeit 2011/12. Am vierten Spieltag dieser Saison sah er im Match gegen Napredok Kicevo allerdings die Rote Karte und wurde für zwei Partien gesperrt. Danach kam er aber wieder regelmäßig zum Einsatz. Im Juli 2011 zeigte sich Berisha mit Škendija auch in der Qualifikation für die UEFA Champions League, wo ihm in der 2. Runde beim 0:4 im Hinspiel bei Partizan Belgrad ein Eigentor zum Endstand unterlief. Auch das Rückspiel ging mit 0:1 verloren, sodass Škendija ausschied.
Im Sommer 2015 wechselte er in die türkische Süper Lig zu Bursaspor. Bereits Ende August 2015 löste sein Vertrag nach gegenseitigem Einvernehmen aufgelöst.

### Nationalmannschaft
Für die mazedonische U-21-Auswahl debütierte Berisha beim Spiel gegen Portugal in der EM-Qualifikation im Oktober 2009 (1:1) und wurde acht Minuten vor Schluss eingewechselt. Am 5. Juni 2010 beim Freundschaftsspiel gegen Bosnien-Herzegowina (1:1) machte er sein erstes Spiel über 90 Minuten. Seine letzte Partie für die U-21 absolvierte er dann im August beim 1:5 gegen Slowenien.